# Maha Mamo
Maha Mamo (nacida el 29 de febrero de 1988 en Beirut, Líbano) es una activista de derechos humanos, oradora motivacional y escritora brasileña (desde 2018) antes apátrida, hija de ciudadanos sirios, que no pudo obtener ninguna nacionalidad debido a la religión de sus padres, por restricciones en las leyes de nacionalidad tanto de Siria como del Líbano. Es activista en la campaña #IBelong de ACNUR.

## Reseña biográfica
Nació el 29 de febrero de 1988, hija de ciudadanos sirios. El hecho de que su padre era cristiano y su madre musulmana les hizo imposible registrar legalmente su matrimonio, así como el nacimiento de Maha, y sus hermanos, Souad y Eddie, impidiéndoles obtener la nacionalidad siria. Tampoco fueron considerados libaneses debido a que la ley de nacionalidad libanesa no permite la adquisición de la nacionalidad por nacimiento en el territorio (ius soli).
Sin documentos que les identificaran en lo absoluto, Maha y sus hermanos vivieron una infancia llena de problemas e inconvenientes, para estudiar, para recibir atención médica, para realizar trámites legales, e incluso para transitar libremente por las calles de Beirut, pues tendrían que evitar los puntos de control policiales, debido a la ausencia de documentos de identidad.
Debido a un cambio de ley, en el año 2018, Brasil reconoció a los apátridas, haciendo el proceso de naturalización posible para los mismos.
El 4 de octubre del año 2018, Maha recibió el documento anunciando su nacionalidad brasileña, de manos del Embajador de Brasil ante las Naciones Unidas, Maria Nazareth Farani Azevêdo.
Maha es activista en la campaña #IBELONG de ACNUR, en favor de los apátridas.
Como reconocimiento a su labor de lucha contra la apatridia en el mundo, el Ministerio de Asuntos Exteriores brasileño la ha condecorado con la Orden de Rio Branco, en el Palacio de Itamaraty.

## Obras
- Maha Mamo - A luta de uma apátrida pelo direito de existir (2020) edición portuguesa.[14][15]